# Henriette Davidis
Henriette Davidis (Wengern (Wetter), 1 maart 1801 – Dortmund, 3 april 1876) is de beroemdste kookboekschrijfster van Duitsland. Hoewel op hetzelfde moment veel soortgelijke kookboeken verschenen werd het Keukenboek (origineel: Praktisches Kochbuch. Zuverlässige und selbstgeprüfte Recepte der gewöhnlichen und feineren Küche) hét kookboek van de late 19e en begin 20e eeuw en het zou gaan behoren tot de basisuitrusting van vele Duitse gezinnen. De vele op dit moment beschikbare antiquarische boeken, tonen aan dat vooral haar boeken veel werden gebruikt. Veel gezinnen erfden het Keukenboek zelfs over van generatie op generatie.
Het kookboek was slechts een onderdeel van een uitgebreid onderwijs- en opvoedingsprogramma, dat Henriette Davidis voor meisjes en vrouwen concipieerde. Van een poppenkokkin naar een jonge ongetrouwde vrouw tot een huisvrouw met een eigen verantwoording voor het huishouden en het personeel, bood Henriette Davidis haar boeken aan als leerboeken en naslagwerken. Zij leverde ook de benodigde kennis die van het huisvrouwschap een hoogwaardig beroep maakte, opdat de jonge vrouwen van de opkomende middenklasse beter voorbereid zouden zijn op hun taken.
Davidis was, terwijl ze haar boeken schreef, ook docent huishoudkunde, pedagoge en gouvernante. Later werkte ze alleen nog als schrijfster. Hoewel haar boeken, vooral het Keukenboek dat al in de 21e editie werd uitgebracht, zeer succesvol waren, kon ze van haar loon slechts een bescheiden leven leiden en kreeg ze haar eerste eigen appartement pas op 74-jarige leeftijd. Incidenteel werd gezegd dat "Henriette Davidis" een pseudoniem van ene Helena Clemen was. In werkelijkheid was Helena Clemen slechts een lezeres die naar de auteur opmerkingen had gestuurd waarvan later gebruik werd gemaakt.
In het Henriette-Davidis-Museum in Wetter-Wengern zijn haar kookboeken te bezichtigen. Ook het Duitse Kookboekmuseum Dortmund in het Westfalenpark stelt ook een groot deel van haar werken tentoon. Een deel van een stenen haard, die afkomstig is uit de pastorie in Wengern, werd met een plaque in het landhoofd van de in 1943 voltooide spoorbrug bij Wengern ingemetseld, waar ze vandaag de dag nog kan worden gezien. De pastorie was gedwongen om plaats te maken voor de bouw van de brug.

## Leven

### Jeugd en opleiding

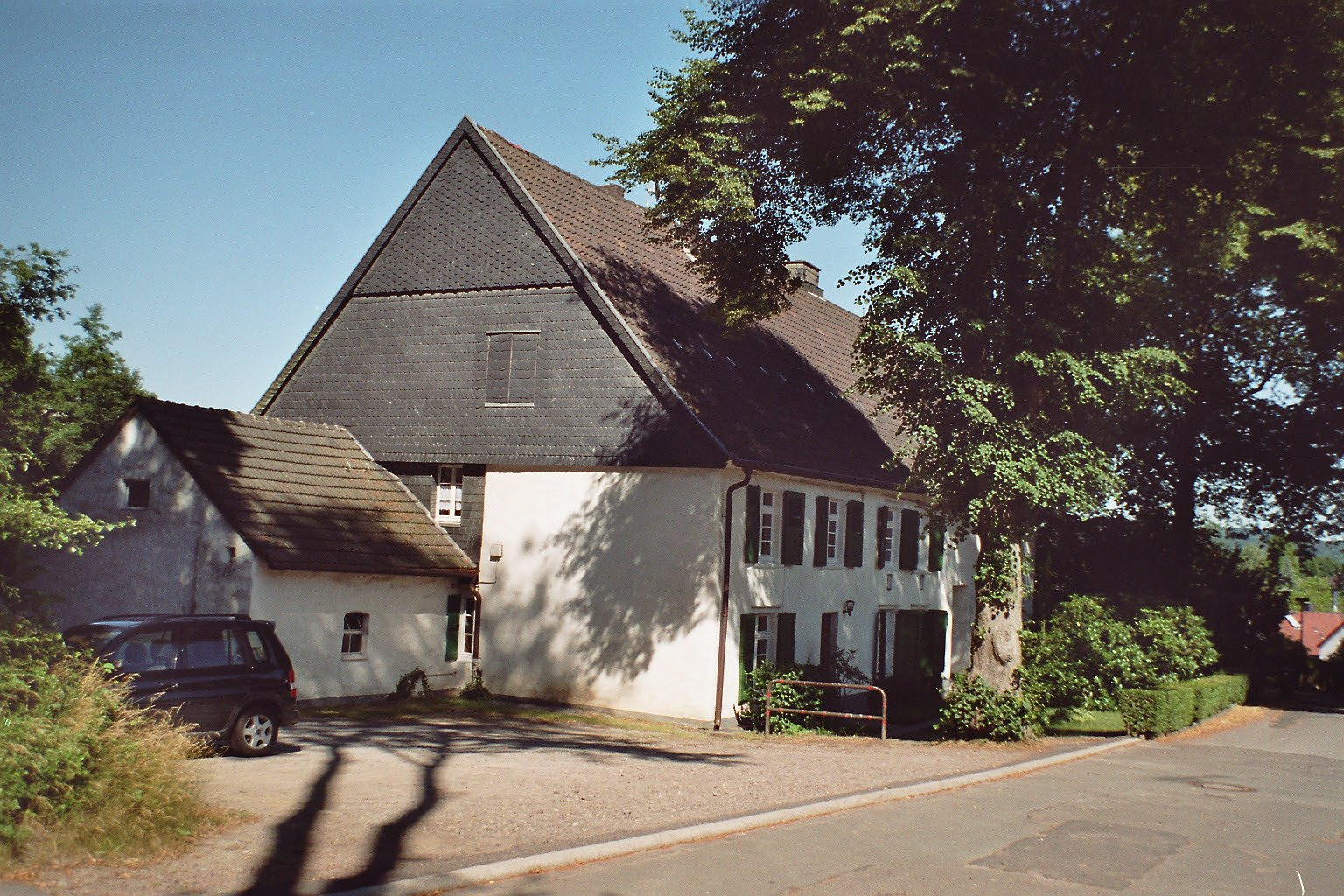
Geboortehuis van Henriette Davidis in Wengern

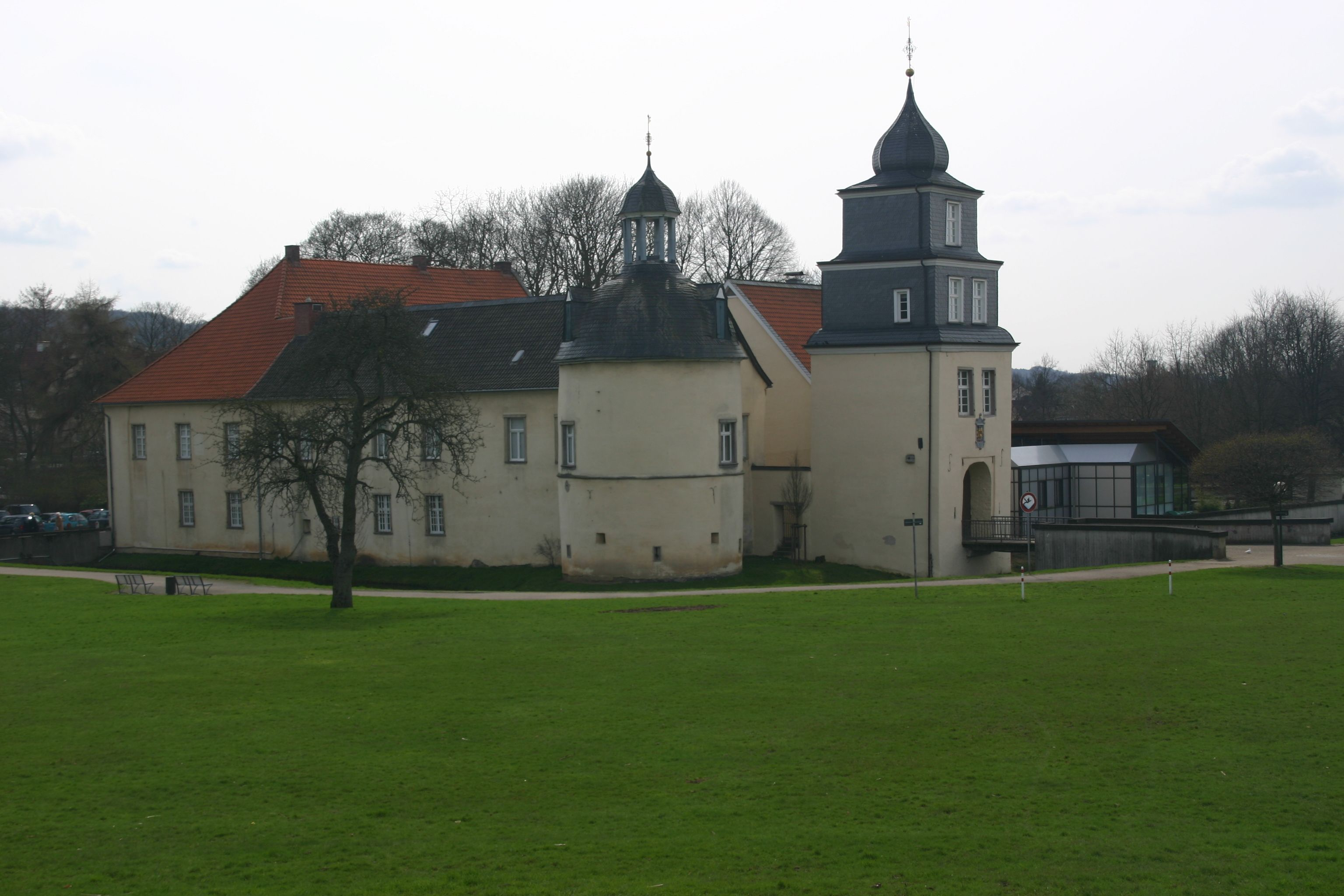
Haus Martfeld bij Schwelm. Henriette leefde daar van 1816–1818 bij haar zus Elisabeth.

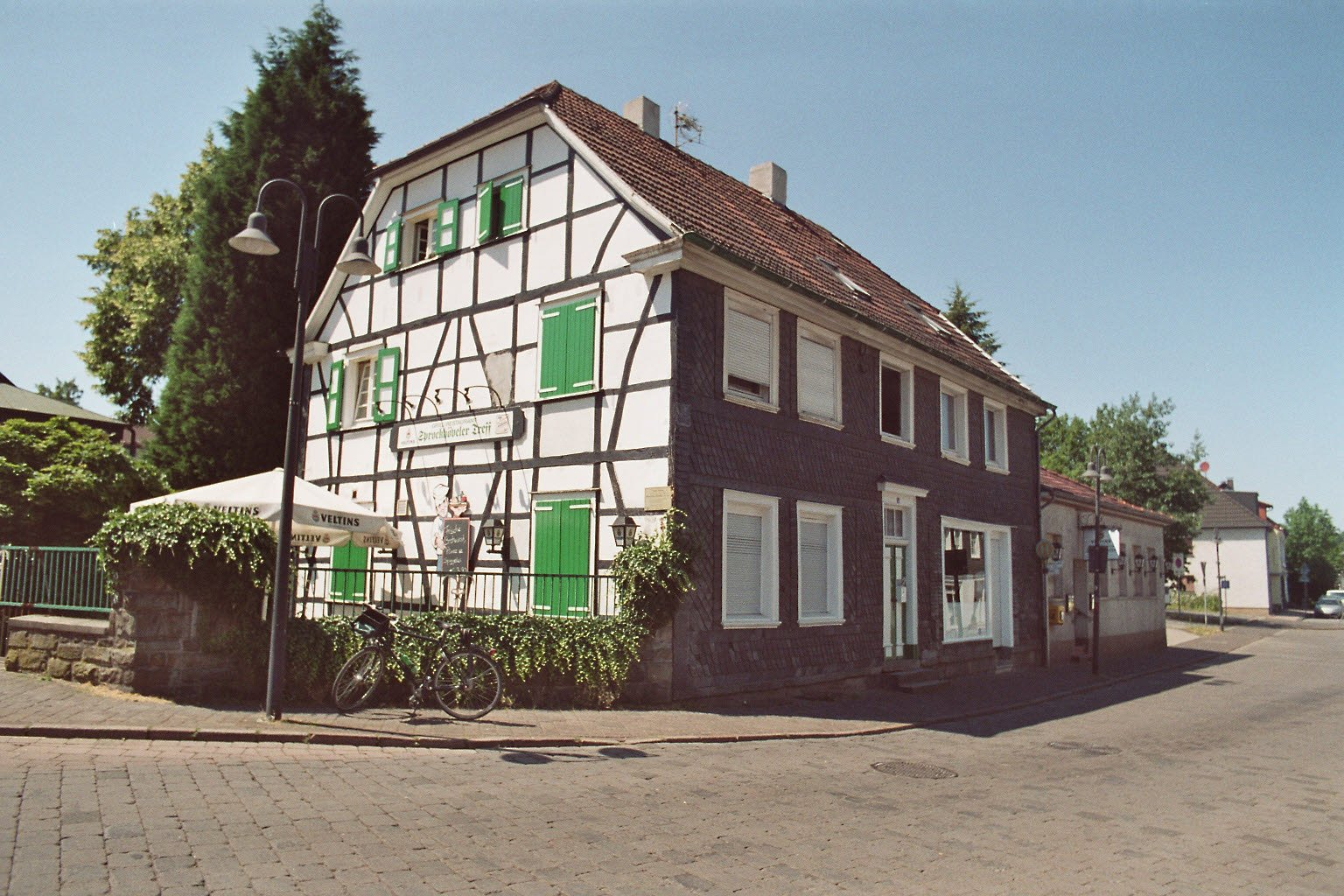
Hier werkte Henriette Davidis tijdens haar tijd in Sprockhövel (1841–1848), waar ook het Praktische Kochbuch verscheen.

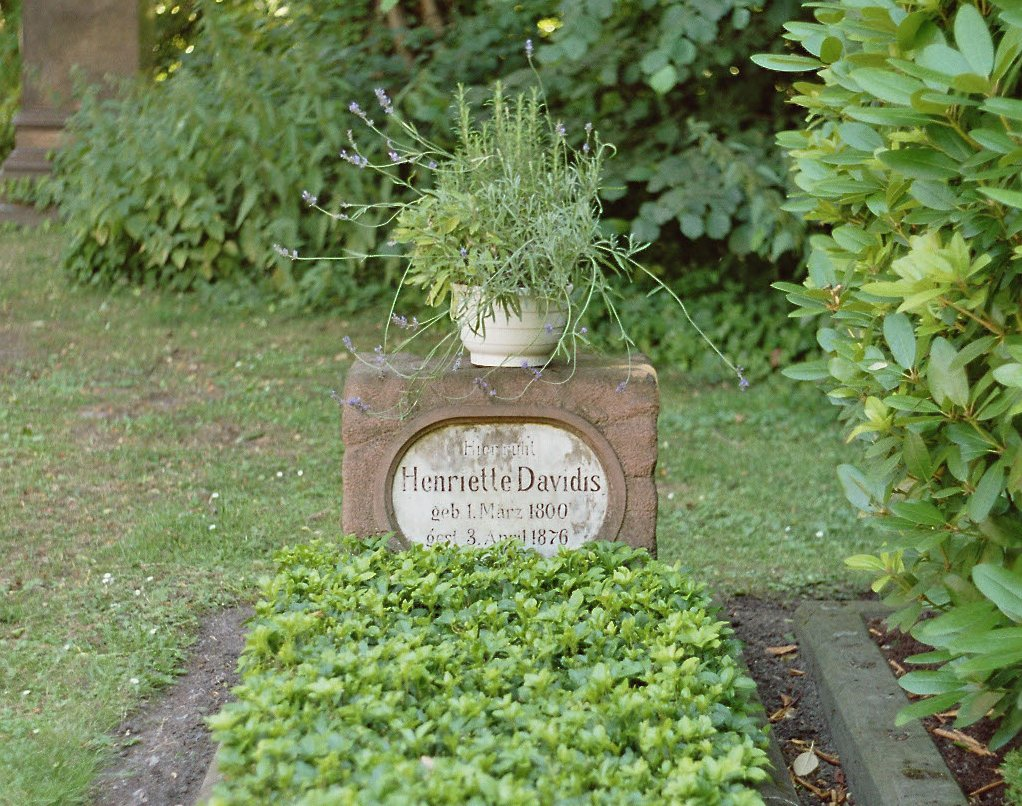
Graf op het Ostenfriedhof van Dortmund

Henriette Davidis werd in 1801 in het Westfaalse Wengern aan de Ruhr, als tiende kind van de dertien geboren. Haar ouders waren ds. Ernst Heinrich Davidis en zijn Nederlandse echtgenote Katharina Litthauer. In 1780 werd Ernst Heinrich Davidis in Amsterdam benoemd tot dominee. Hij werkte negen jaar in Breda als garnizoensprediker en begon daarna in Wengern als hulppredikant. In 1792 nam hij de functie van prediker over. In 1816 verliet Henriette na de confirmatie haar ouderlijk huis en trok bij haar oudere zus Elisabeth in Schwelm in, die daar was getrouwd met de kasteelheer van Haus Martfeld. In Schwelm volgde Henriette Davidis twee jaar lang de Höhere Töchterschule. Ze keerde in 1818 terug in haar ouderlijk huis. Ook daar was zij scholiere op een privé-Höhere Töchterschule. Later ging ze naar Bommern naar haar zus Albertine, om haar te helpen met het landgoed en met de opvoeding van vier kinderen. Toen haar vader in 1828 stierf, keerde ze terug naar Wengern en bekommerde zich om haar moeder, totdat die in 1838 ook stierf. Daarna begeleidde ze een zieke dame in Zwitserland, voordat ze in 1840 verhuisde naar Windheim, tegenwoordig gemeente Petershagen.
Van 1841 tot 1848 werkte Henriette Davidis als pedagoge bij een Mädchenarbeitsschule in Sprockhövel. Tijdens deze periode verscheen in 1845 haar Keukenboek. In 1847 en 1848 volgen Arrangements zu kleinen und größeren Gesellschaften (Arrangementen voor kleine en grotere gezelschappen) en Praktische Anweisung zur Bereitung des Roßfleisches (Praktische instructie voor de bereiding van rood vlees), die later als aanvulling in het Keukenboek werd bijgevoegd. Voor het Keukenboek had Davidis uitgebreide nasporingen gedaan en over een langere tijdsduur recepten verzameld.

### Werk als lerares en schrijfster
Na de tijd in Sprockhövel werkte Henriette Davidis in Bremen als pedagoge en gouvernante. In 1855 verhuisde ze weer naar Bommern, waar ze voor twee jaar bij haar zus Albertine introk. In deze periode besloot ze, wellicht gemotiveerd door het succes van het kookboek, om naast het originele kookboek ook een huishoudkundig-educatief boek te schrijven voor jonge meisjes en vrouwen. In 1850 verscheen Het Tuinboek, dat deel I was van het geplande boek Vollständiges Haushaltsbuch. In datzelfde jaar schreef ze ook nog een onuitgegeven boek over de verpleegkunde. In 1856 verscheen Anna, de kleine keukenmeid, in 1857 Die Jungfrau (De maagd) en in 1858 Puppenmutter Anna (Poppenmoeder Anna). Het geplande huishoudboek kwam evenwel niet tot stand. Na een gedichtenbundel verscheen in 1861 Die Hausfrau. Praktische Anleitung zur selbständigen und sparsamen Führung des Haushaltes, de Nederlandse vertaling De huisvrouw: opgedragen aan Hollandsche vrouwen uit alle standen werd gepubliceerd in 1870.
In mei 1857 verhuisde ze naar Dortmund, waar zij tot aan haar dood leefde, eerst in onderhuur maar daarna in een eigen woning. Naast het werken aan Jungfrau en Hausfrau bewerkte ze haar vroegere werken, die reeds goed verkocht werden, voor nieuwe oplagen. Vanaf de jaren 1860 schreef Henriette Davidis, die nu reeds als erkend gezagsfiguur in huishoudelijke kwesties had moeten worden beschouwd, ook regelmatig voor tijdschriften zoals Daheim, een in navolging van Gartenlaube opgesteld tijdschrift, dat zich op een burgerlijk doelgroep richtte en verscheen van 1865 tot 1944. In deze periode publiceerde ze ook nog twee andere kleine geschriften: Diätetik für Hausfrauen. Die Gesundheits- und Krankenpflege im Hause… en Handleiding bij het gebruik van Liebig's vleesch-extract. Dit laatste was een in opdracht van het bedrijf Liebig opgesteld reclameprospectus, dat de voordelen van het nieuw ontwikkelde Liebig-vleesextract goed weergaf in combinatie met het 'kwaliteitslabel' van de specialist Davidis.
Henriette Davidis bleef vrijgezel (twee verloofden stierven voordat het tot een huwelijk kwam) en leefde dus zelf niet het in haar boeken gepropageerde leven van een bescheiden hartstochtelijke huisvrouw. Haar leven als werkende vrouw en succesvolle schrijfster was blijkbaar niet te rijmen met wat ze in haar boeken schreef. De ware redenen hiervoor zijn nu niet meet te achterhalen, ook omdat het in de zomer geschreven manuscript Erinnerungen aus meinem Leben und Wirken niet werd gepubliceerd en nu spoorloos verdwenen is. Henriette Davidis stierf op 3 april 1876 in Dortmund. Haar graf bevindt zich op het Ostenfriedhof van Dortmund.

### Ruzies met de uitgevers
Henriette Davidis bevond zich als schrijfster van het Keukenboek aanvankelijk niet in een sterke positie tegenover Velhagen & Klasing, die haar eerste werk publiceerde. Net als bij de meeste auteurs was voor haar de prioriteit om het boek überhaupt te publiceren. Vermoedelijk was zij noch geïnformeerd over het opkomende auteursrecht, noch over de courante salarissen. Als vrouw werd ze door de uitgevers bij het opmaken van het contract duidelijk niet al te serieus genomen, want ze betaalden haar voor het Keukenboek slechts 450 daalders, zonder haar auteursrecht te vrijwaren.

## Gedigitaliseerde versies van Davidis' werken
1. ↑  Tuinboek van H. Davidis op Google Books. Gearchiveerd op 28 juli 2023.
2. ↑  De huisvrouw. Opgedragen aan Hollandsche vrouwen uit alle standen op Google Books. Gearchiveerd op 28 juli 2023.
3. ↑  Keukenboek op Google Books. Gearchiveerd op 28 juli 2023.
4. ↑  Wenken voor jonge dames ter bevordering van huiselijk geluk op Google Books. Gearchiveerd op 28 juli 2023.
5. ↑  Tuinboek van H. Davidis op Google Books
6. ↑  De kamertuin voor onze vrouwen en onze dochters op Google Books. Gearchiveerd op 28 juli 2023.

- Bibsys: 90557336
- Biblioteca Nacional de Chile: 000491021
- Biblioteca Nacional de España: XX1246893
- Bibliothèque nationale de France: cb122017797 (data)
- Gemeinsame Normdatei: 116037970
- International Standard Name Identifier: 0000 0001 2208 4231
- Library of Congress Control Number: n87890561
- Bibliotheek van het Japanse parlement: 00766102
- Nationale bibliotheek van Australië: 35321805
- Nationale Bibliotheek van Israël: 987007373665405171
- Nederlandse Thesaurus van Auteursnamen: 070150362
- Trove: 911072
- Union List of Artist Names: 500269084
- Virtual International Authority File: 5672269
- WorldCat: E39PBJkdjT4D7cGcHxydJKyTpP